# Krupjanske

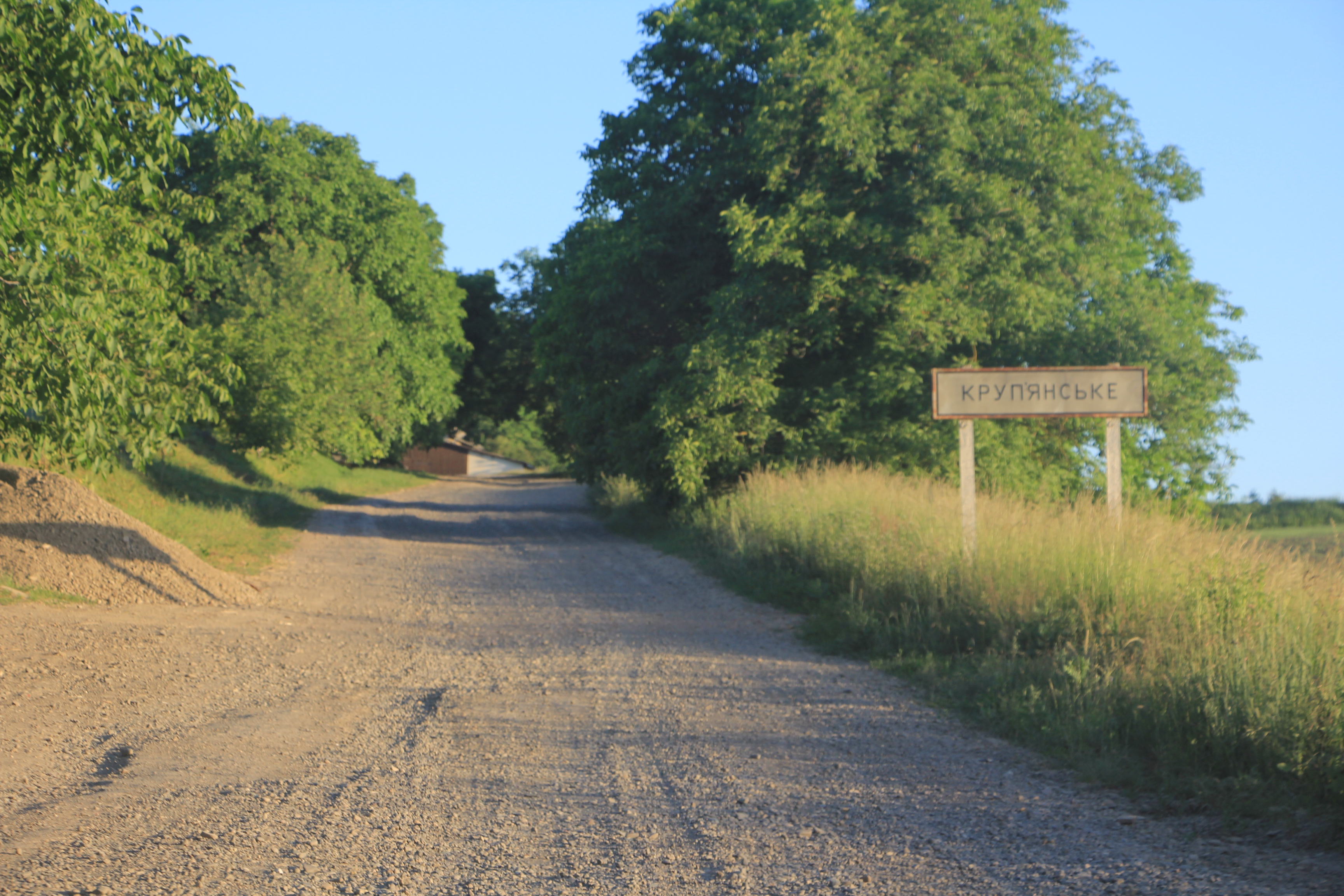
Ortseingang

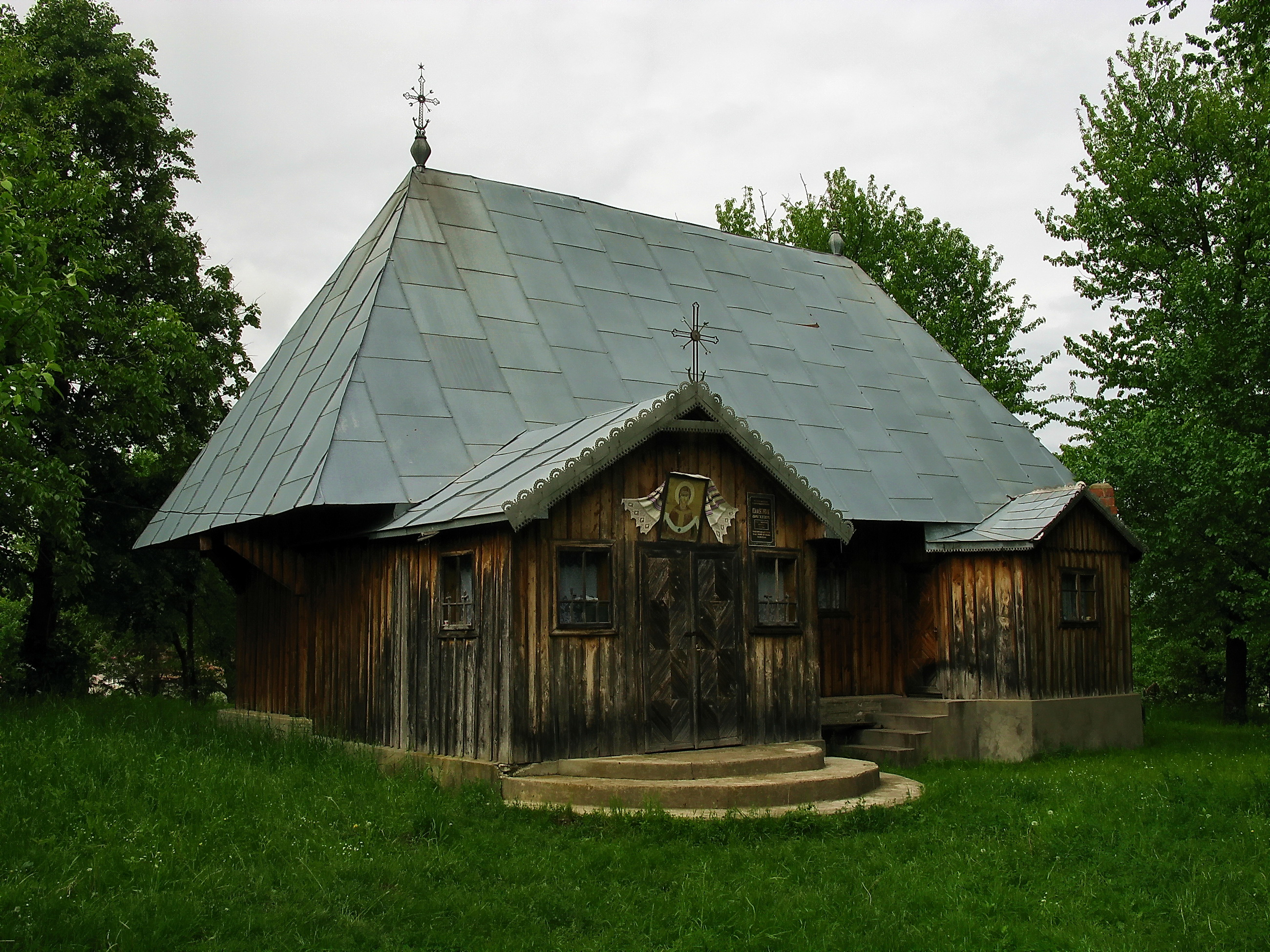
Kirche der Verkündigung

Krupjanske (ukrainisch Круп'янске Krupjanske, russisch Крупянское Krupjanskoe, rumänisch Pasat) ist ein Dorf im Rajon Tscherniwzi in der Oblast Tscherniwzi (Ukraine), das administrativ mit der Gemeinde Woloka verbunden ist. Es hat 751 Einwohner, von denen die Mehrheit Rumänen sind.

## Lage
Das Dorf befindet sich auf einer Höhe von 240 Metern im westlichen Teil des Herza-Gebietes.

## Geschichte
Das Dorf Pasat gehörte in der Zeit seiner Gründung zum Fürstentum Moldau. Nach der Vereinigung der rumänischen Fürstentümer am 24. Januar 1859 wurde es Teil Rumäniens, als Teil der Region Herza. 1900 wurde die Dorfschule eröffnet. In der Zwischenkriegszeit gehörte das Dorf zu Rumänien innerhalb des Kreises Dorohoi. Infolge des Ribbentrop-Molotow-Pakts (1939) wurden Bessarabien und die Nordbukowina am 28. Juni 1940 von der UdSSR annektiert.
Das in den Jahren 1941–1944 wieder Teil Rumäniens gewordene Herza-Gebiet wurde 1944 von der UdSSR wieder besetzt und in das Territorium der Ukrainischen SSR integriert. 1968 wurde eine weiterführende Schule eröffnet.
Ab 1991 gehörte Krupjanske zum Rajon Herza der Oblast Tscherniwzi der unabhängigen Ukraine. Bei der Volkszählung von 1989 betrug die Zahl der Einwohner von Velyka Buda mit Krupjanske, die sich als Rumänen oder Moldauer bezeichneten, 1034, was 97,92 % der Bevölkerung des Ortes entspricht.

## Sehenswürdigkeiten
Im Dorf befindet sich die Kirche der Verkündigung, welche aus dem Jahr 1772 stammt und in der typischen Holzarchitektur der Bukowina errichtet wurde.